# بنی معوش
بنی معوش (به عربی: بنی معوش) یک شهرداری در الجزایر است که در استان بجایه واقع شده‌است.